# 古座川町ふるさとバス
古座川町ふるさとバス（こざがわちょうふるさとバス）は、和歌山県東牟婁郡古座川町にて運行している廃止代替バスである。

## 概要
- 熊野交通の町内バス路線廃止に伴い、その代替として運行を開始した。
- 運賃は100円均一である。
- 古座川町域内は自由乗降可能、串本町域の古座駅・くしもと町立病院・串本駅はバス停のみ客扱いで、串本町内だけの乗車はできない。
- 串本駅行きは、あらかじめ乗務員にくしもと町立病院で降りると申告した乗客がいる場合のみ、くしもと町立病院を経由する。
- 運行形態は、道路運送法の規定に基づく自家用自動車（白ナンバー車）による有償運送である。
  - 運行業務を、熊野交通に委託している。

## 沿革
- 2002年3月1日 - ふるさとバス運行開始。
- 2008年4月1日 - 時刻改正。小川線の滝の拝折返しだった便を田川まで延長。
- 2011年11月1日 - 時刻改正。古座川病院が統廃合されたため、本川線、小川線をくしもと町立病院経由の串本駅まで延長

## 路線
以下2路線がある。　
本川線
- JR串本駅 - くしもと町立病院 - 古座駅 - 中湊 - 役場前 - ぼたん荘 - 明神橋 - 明神学校前 - 一枚岩 - 三尾川橋 - 佐田桜公園 - 五郎橋 - 下露 - 松根

小川線
- JR串本駅 - くしもと町立病院 - 古座駅 - 中湊 - 役場前 - ぼたん荘 - 明神橋 - 明神学校前 - 明神橋 - 中崎 - 滝の拝 - 田川

このほかに、ふるさとバス本川線に接続するかたちで以下のスクールバスを運行している。一般利用客も混乗で利用可能である。
添野川スクールバス
- 寺屋敷橋 - 添野川寺下 - 湯の花温泉 - 湯の花橋 - 佐田桜公園（→下露）
- （湯の花橋→）五郎橋 - 平井
  - 日曜・祝日・年末年始（12月29日 - 1月3日）は運休。

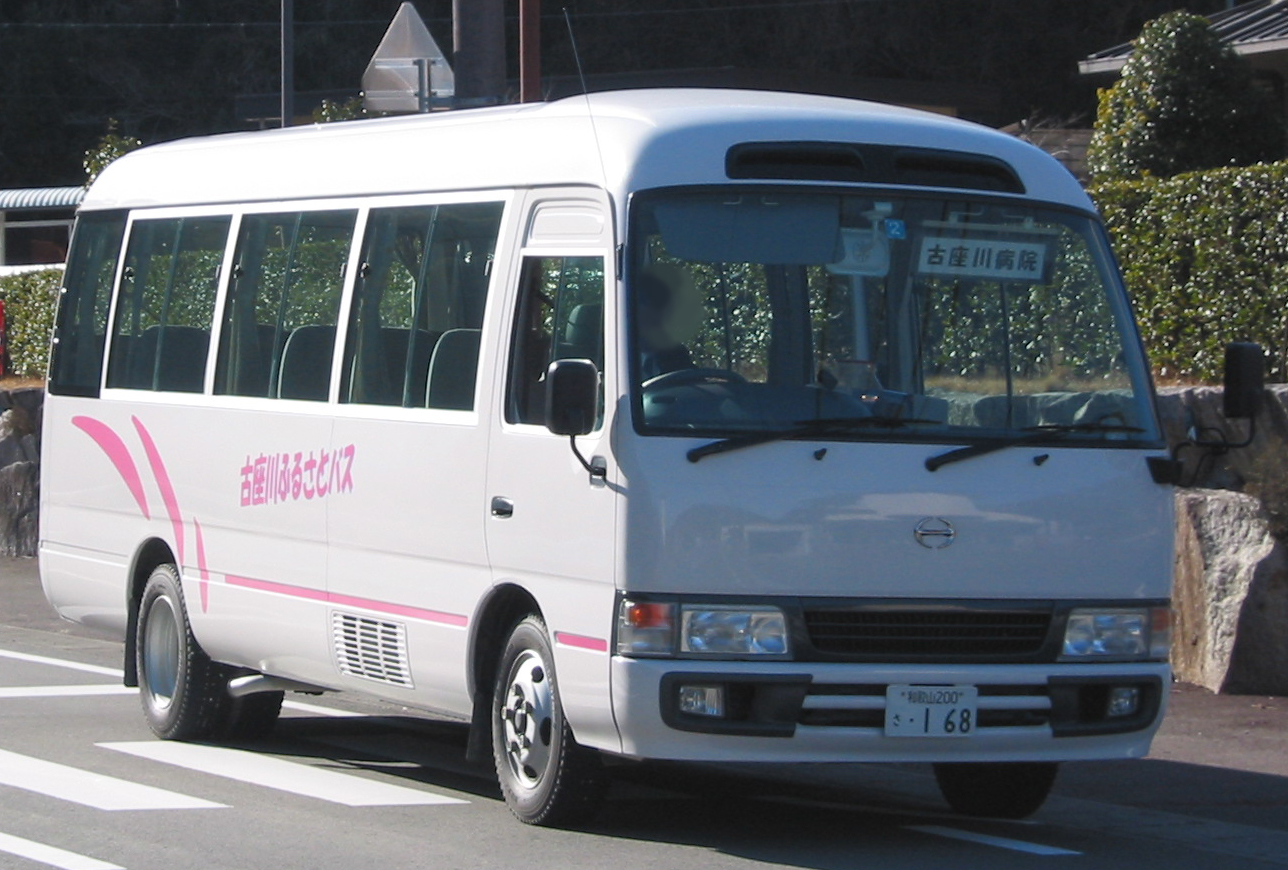
ふるさとバスの車両（2003年当時）

平井スクールバス
- 平井 - 平井川橋 - 湯の花橋 - 佐田桜公園 - 三尾川橋 - 南平橋 - 里川橋 - 和深駅
  - 日曜・祝日・年末年始（12月29日～1月3日）は運休。土曜日は佐田桜公園止めで和深駅へは行かない。